# Der Stadtneurotiker
Der Stadtneurotiker (Originaltitel: Annie Hall) ist ein US-amerikanischer Kinofilm von und mit Woody Allen aus dem Jahr 1977.

## Handlung
Alvy Singer ist ein erfolgreicher Komiker, intellektuell geprägt, Jude und ein ziemlich neurotischer Kerl, der es sich mit Frauen regelmäßig verscherzt. Er lernt Annie Hall kennen, verliebt sich in sie und trifft mit ihr auf einen neurotischen Gegenpart. Höhen und Tiefen wechseln sich in ihrer Beziehung ab, in der sie sich gegenseitig mit ihren psychoanalytischen Weisheiten übertrumpfen. Alvy verliert auch Annie und nimmt sogar eine Reise ins verhasste Kalifornien auf sich, um sie zurückzugewinnen.
Die Besonderheit des Films besteht in seiner zeitlichen Flexibilität. Er beginnt damit, dass Woody Allen als Alvy Singer das Kinopublikum direkt anspricht, um danach in verschiedene Phasen seiner Biographie zurückzureisen und erst am Ende fazitähnlich wieder in der Jetztzeit den Film zu beschließen. Mehrere Beziehungen der Hauptfigur werden angerissen, dabei kann schon die bloße Erwähnung eines Namens zu einem Zeitsprung führen. Mehr als zwei Dutzend Zeitebenen durchreist der Film, der durch die Dialoge und die Fokussierung auf die Beziehungsleiden seiner Hauptfigur zusammengehalten wird. Als zentrale Beziehung erscheint die zu Annie Hall (Diane Keaton), die dem Publikum jedoch genauso wenig chronologisch, sondern ebenfalls sprunghaft in Episoden vorgeführt wird.
Um die Befindlichkeit seines Protagonisten zu verdeutlichen, greift Allen zu einer Vielzahl von Mitteln; so gibt es beispielsweise eine kurze Trickfilmsequenz oder Familienessenkarikaturen im Split-Screen-Verfahren. Oft kopiert ist die Szene, in der er als Erwachsener in seiner alten Schulklasse sitzt und die Überlegung „Ich frage mich manchmal, was aus meinen Mitschülern geworden ist“ dazu führt, dass einzelne Schüler nacheinander aus der Szenenhandlung aussteigen und in die Kamera ihre weitere Biographie erzählen.
Dieser Film ist also weniger eine sachlich korrekte Aufarbeitung von Geschehnissen als vielmehr die filmische Version einer Gedankenkette. Dabei gehen Realität, Gedankenspiel, verklärte Erinnerung und Gedankensprünge nahtlos ineinander über; der Film weist sie nicht explizit als solche aus.

## Produktionsnotizen

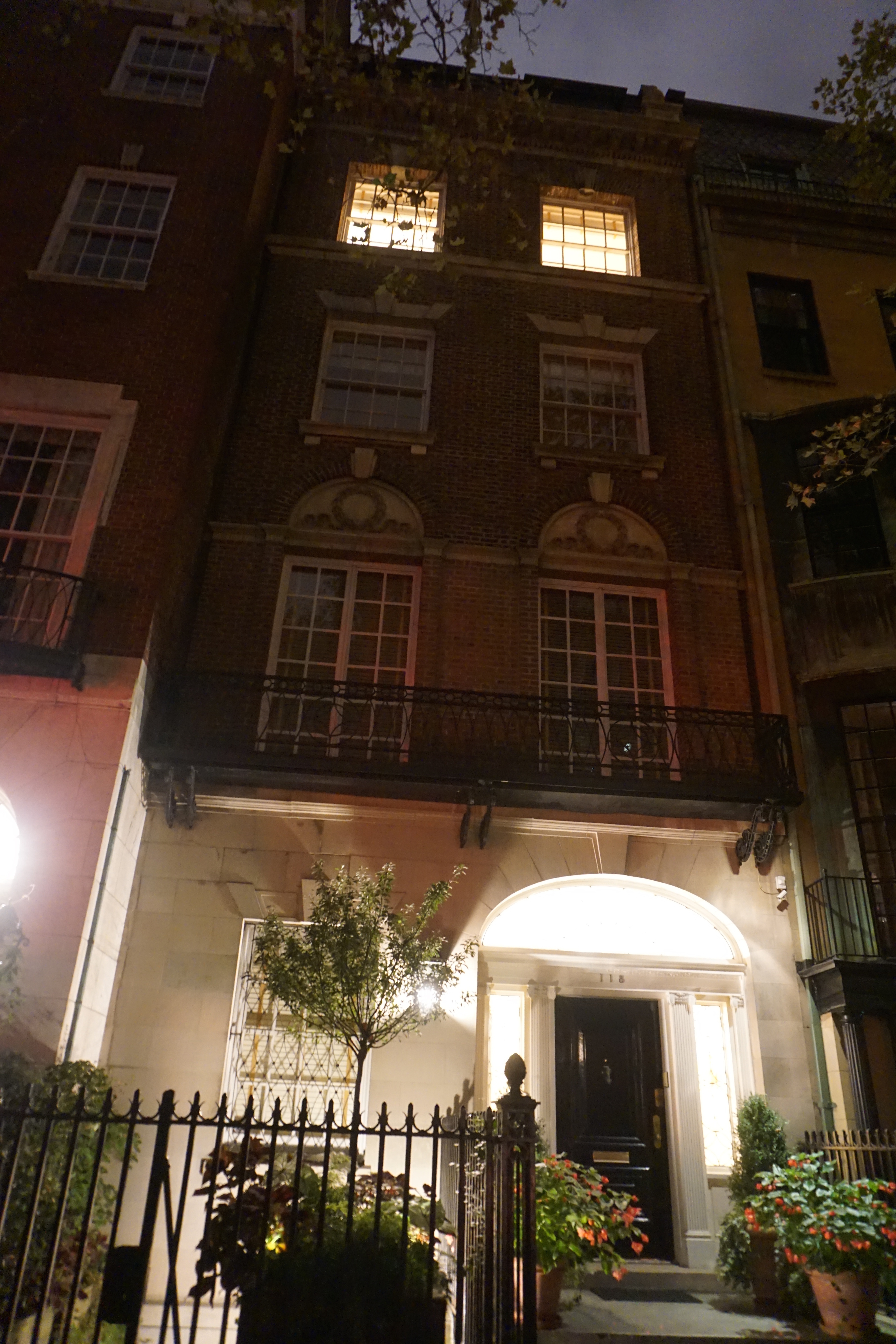
Woody Allens New Yorker Townhouse, 118 East 70th Street (Foto von 2015)

- Der Arbeitstitel des Films lautete lange Zeit Anhedonia, ehe ihn Allen in Annie Hall änderte.
- Annie Halls Wohnung, die noch erhalten ist, befindet sich in der Upper East Side von Manhattan, East 70th Street, zwischen  Lexington Avenue und  Park Avenue – Woody Allens Lieblingsblock in der Stadt („his favorite block in the city“).[2] 2006 kaufte er direkt gegenüber für sich und seine Familie ein Townhouse, in dem er bis heute wohnt: 118 East 70th Street.[3]
- Sigourney Weaver hatte in diesem Film in einer Kleinstrolle (Dauer: 6 Sekunden) ihr Filmdebüt.
- Der Kommunikationswissenschaftler Marshall McLuhan wird in einer Szene (Kontroverse in der Schlange vor der Kinokasse) von Alvy Singer zitiert und tritt plötzlich höchstpersönlich zu dessen Unterstützung auf (Gastauftritt). Alvys Reaktion: „Ach, wäre es doch einmal so im richtigen Leben“.
- Jeff Goldblum hat auf der Party von Tony Lacey einen ganz kurzen Auftritt (er spricht am Telefon).
- Die Achterbahn, die im Film über das Haus gebaut ist, war Thunderbolt auf Coney Island.

## Rezeption
- Der Film Harry und Sally aus dem Jahr 1989 kann in einiger Hinsicht als „Nachfolger“ von Der Stadtneurotiker gelten. Die Konstellation der Figuren und ihre Sorgen sind ähnlich ausgerichtet; musikalische Themen und Modestil werden wieder aufgegriffen. Harry und Sally begegnen einander 1977 zum ersten Mal – das Jahr, in dem Der Stadtneurotiker ins Kino kam.
- Howard Carpendale spielt in seinem Lied Die Geschichte von Annie Hall (Album Carpendale ’90) auf den Film an. Der Song handelt davon, dass Carpendale sich bei der Figur der Annie Hall an eine alte Bekannte erinnerte.

## Kritiken
„Woody Allens stark autobiografisch getönte Komödie zeigt einen intellektuellen Clown, der mit todernsten Problemen hadert, aber letztlich immer nur komisch sein kann; beschrieben wird der Weg eines Träumers und geborenen Verlierers, der am Ende dennoch durch die Kraft der eigenen Kreativität sein Überleben sichert. Die sprunghafte Gagfolge früherer Allen-Filme ist einer ausgewogeneren Geschichte gewichen, in der pointierte Ironie den Slapstick weitgehend verdrängt. Dabei erweist sich Woody Allen als überaus versierter Regisseur, der spielerisch mit verschiedenen Stilen und Erzählformen jongliert. Ein Klassiker der modernen Filmkomik […].“

## Auszeichnungen (Auswahl)
- Oscars 1978
  - Bester Film – Charles H. Joffe
  - Beste Regie – Woody Allen
  - Bestes Originaldrehbuch – Woody Allen, Marshall Brickman
  - Beste Hauptdarstellerin – Diane Keaton
  - Nominierung als Bester Hauptdarsteller – Woody Allen
- Bodil Prisen 1978
  - Bester amerikanischer Film – Woody Allen
- BAFTA Awards 1978
  - Bester Film und Beste Regie – Woody Allen
  - Bestes Drehbuch – Woody Allen, Marshall Brickman
  - Beste Schauspielerin – Diane Keaton
  - Bester Schnitt – Ralph Rosenblum, Wendy Greene Bricmont
  - Nominierung als Bester Schauspieler – Woody Allen
- César 1978
  - Nominierung als Bester ausländischer Film – Woody Allen
- DGA-Award 1978
  - Regie – Woody Allen, Frederic B. Blankfein (Co-Regie), Fred T. Gallo (Co-Regie), Robert Greenhut (Produktion)
- Golden Globe Awards 1978
  - Beste Hauptdarstellerin – Komödie oder Musical – Diane Keaton
- Los Angeles Film Critics Association Awards 1977
  - LAFCA Award für das beste Drehbuch – Woody Allen, Marshall Brickman
- National Board of Review 1977
  - NBR Award als beste Schauspielerin – Diane Keaton
- National Film Preservation Board
  - 1992: National Film Registry
- National Society of Film Critics Award 1978
  - NSFC Award für den besten Film
  - Bestes Drehbuch – Woody Allen, Marshall Brickman
  - Beste Schauspielerin – Diane Keaton
- New York Film Critics Circle Awards 1977
  - NYFCC Award für den besten Film
  - Bestes Drehbuch – Woody Allen, Marshall Brickman
  - Beste Schauspielerin – Diane Keaton
- Writers Guild of America 1978
  - WGA Screen Award für die beste Komödie nach einem Originaldrehbuch – Woody Allen, Marshall Brickman

## Deutsche Fassung
Die deutsche Synchronbearbeitung entstand 1977 unter der Synchronregie von John Pauls-Harding.
| Rolle       | Darsteller         | Synchronsprecher |
| ----------- | ------------------ | ---------------- |
| Alvy Singer | Woody Allen        | Wolfgang Draeger |
| Annie Hall  | Diane Keaton       | Heidi Fischer    |
| Rob         | Tony Roberts       | Rüdiger Bahr     |
| Allison     | Carol Kane         | Eva Kinsky       |
| Tony Lacey  | Paul Simon         | Jürgen Clausen   |
| Duane Hall  | Christopher Walken | Leon Rainer      |
| Mr. Hall    | Donald Symington   | Donald Arthur    |

Der Begriff Stadtneurotiker ist mittlerweile in den allgemeinen Sprachgebrauch eingegangen und bezeichnet vor allem Bewohner von Großstädten, die sich durch besondere Macken auszeichnen, die angeblich auf Großstadtstress zurückzuführen sind.
Eckhard Henscheid, Co-Übersetzer des veröffentlichten Originaldrehbuchs, hält den Titel Der Stadtneurotiker jedoch für „ein Missverständnis bis hin zum flagranten Nonsens“, weil der Begriff zunächst alles und nichts bedeute, der Handlungsort Manhattan doch eher schon Weltstadt sei und es im Film auch gar nicht um einen Neurotiker gehe. Henscheid merkt zudem kritisch an, dass die meisten sprachlichen Späße des Films in der deutschen Fassung gar nicht von Allen und Brickman stammen, sondern den Darstellern erst durch die Synchronisation in den Mund gelegt wurden.